# Barrenadores

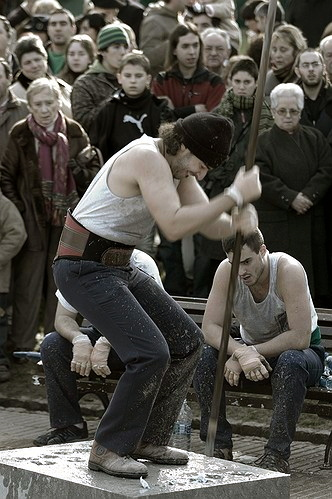
Barrenador durante una prueba.

Los barrenadores (harri zulaketa en euskera) es un deporte rural vasco que consiste en hacer perforaciones en piedras ayudados por una larga barra de acero.

## Historia
Desde finales del siglo XIX y durante el primer tercio del XX, el oficio de barrenador era muy común en las explotaciones mineras, donde era necesario perforar la roca mediante barrenas (barras de acero de unos 2 metros de longitud y varios kilos de peso) para introducir los explosivos que después se hacían estallar en voladuras controladas y así poder extraer la rocas que contenían el mineral de hierro. En aquellos tiempos, esa labor se realizaba por fuerza bruta, sin el empleo de ninguna máquina, por lo que era un oficio de especial dureza y, por lo tanto, muy apreciado, percibiendo los especialistas barrenadores mayores salarios que el resto.

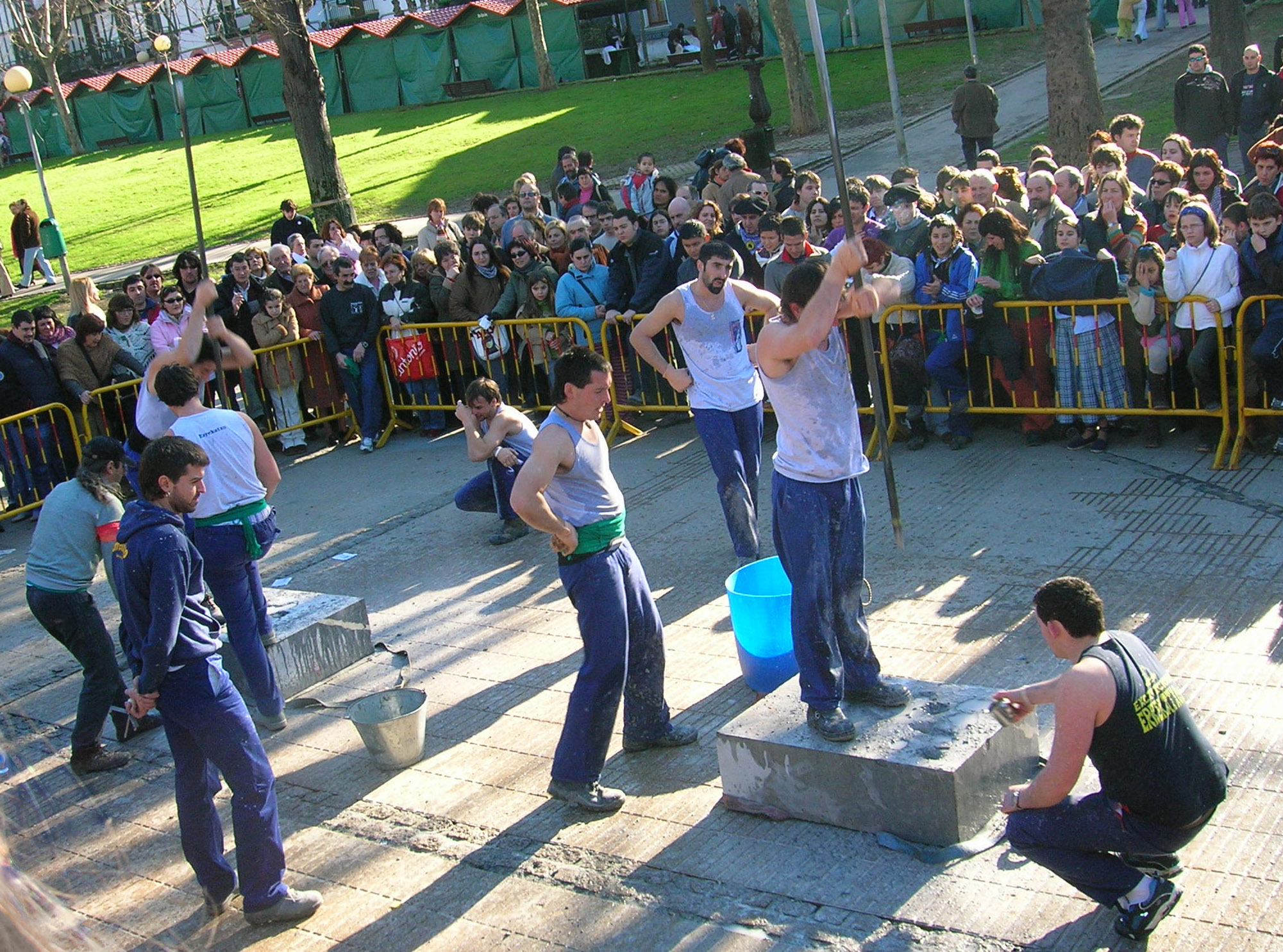
Exhibición en 2006.

Esta dura actividad motivó que estos profesionales quisieran demostrar a los demás su fuerza y destreza en el oficio, causando gran admiración entre el público asistente. La ley del descanso dominical de 1904 favoreció las reuniones de ociosos en las plazas de los pueblos mineros, que pronto comenzaron a congregarse alrededor del espectáculo que protagonizaban los barrenadores. Desde un primer momento surgieron apuestas sobre quién podría hacer el agujero más profundo o en menos tiempo y pronto se organizaron campeonatos de barrenadores a los que acudía multitud de espectadores. El dinero de las apuestas era además un importante sobresueldo para unos pocos barrenadores que destacaban sobre el resto.
A principios de los años 30, antes de la Guerra Civil, los campeonatos de barrenadores desaparecieron. Con la llegada de maquinaria (martillos hidráulicos y compresores), la perforación manual dejó de ser necesaria en las canteras y minas. De este modo, con el fin del oficio se acabó este deporte popular, hasta su reciente recuperación.

## Recuperación
Esta modalidad deportiva se recuperó en Ortuella, en las fiestas del municipio de 1998, ya que antes de 1930 gozaba de bastante popularidad en las fiestas de los pueblos de la comarca minera de Vizcaya. A partir de esta primera prueba en 1998 han surgido varios equipos, con la peculiaridad de que alguno de ellos es procedente de la Margen Derecha donde apenas se practicaba esta actividad al ser una zona de actividad marinera, que crearon una liga de competición.